# Сигизмунд Люксембургски
Сигизмунд Люксембургски (на немски: Sigismund von Luxembourg, на латински: Sigismundus; на унгарски: Zsigmond; на чешки: Zikmund; * 15 февруари 1368, † 9 декември 1437), Сигизмунд фон Люксембург от династията Люксембурги, е курфюрст на Бранденбург, крал на Унгария и Хърватия, германски крал от 20 септември 1410 г., крал на Бохемия, император на Свещената Римска империя (1433 – 1437). Главен пълководец на Никополския кръстоносен поход през 1396 г. за спасяване и освобождение на България от турците. Основател на рицарския Орден на Дракона на 12 декември 1408 г. в Унгария за борба срещу турците и освобождение на България с кралица Барбара фон Цили.
Сигизмунд е един от най-влиятелните монарси на Европа през първата половина на бурния XV век.

## Биография

### Произход и ранни години
Роден е на 15 февруари 1368 г. в Прага, Бохемското кралство или в Нюрнберг. Сигизмунд от Люксембургите е втори син на императора на Свещена Римска империя Карл IV и четвъртата му съпруга Елизабета Померанска от полския владетелски род на Пястите. Той е представител на една от най-мощните европейски династии през Късното средновековие, осигурила дотогава двама носители на Короната на Карл Велики.
С по-големия си полубрат Вацлав IV никога не са в близки отношения, но и не се противопоставят до началото на 1400 г. Всичко в името на династията. Императорът, воден от същите съображения, оправомощава с електорски места двамата си синове – така през 1378 г. в Колегията на принц-електорите попадат Вацлав Люксембургски, принцбохемски и Сигизмунд Люксембургски, маркграф на Бранденбург.

### Брак с Мария Унгарска
Сигизмунд е сгоден за 10-годишната унгарска принцеса Мария Унгарска в годината на смъртта на Карел I – 1378 г. Следващите четири години той прекарва в Буда с годеницата си, наследница на унгарската корона. През 1382 г. умира Лайош Велики. Правнук на полския крал Кажимеж III Велики, Сигизмунд се опитва по време на властта си над Бранденбург да затопли германско-полските взаимоотношения.
Елизабета Котроманич, кралица на Унгария и Полша, след смъртта на съпруга си е регентка на малолетната си дъщеря Мария. Въпреки това поляците не искат Мария като кралица, най-вече заради Сигизмунд, когото те считат за враг. Ето защо на 25 септември на конгреса на цяла Полша в Радомско му поставят много тежки условия, наред с другите условия, че той трябва постоянно да живее в Полша. На 6 декември новият конгрес на цяла Полша във Висла взема още по-строго решение да не допусне Сигизмунд да влезе в Краков. Предотвратявайки той да вземе властта, полските благородници избират за свой монарх Ядвига Анжуйска, по-малката дъщеря на Лайош и Елисавета, и по този начин напускат съюза с Унгария. Съзрели възможност за независима монархия, полските благородници успяват да уредят брака на Ядвига с литовския княз Владислав II и така образуват Първото Полско-Литовско обединено кралство.
Сигизмунд обаче пристига в Полша на 10 август 1383 г. начело на унгарска армия от 12 000 души, която има за цел да подкрепи Ядвига срещу Земовит IV-Мазовицки, мазовецки херцог от клон на династията Пиаст, в кралски претенции. Армията се разположила на лагер в Стари Сонч, според хрониката на Янко от Чърнково, в голяма вреда на местното население. Накрая чрез Владислав, херцог на Куявско и Ополе, на 6 октомври е постигнато примирие до Великден следващата година. След като полското дворянство на събора в Радомско на 2 март 1384 г. иска Ядвига да пристигне в Полша възможно най-скоро, то унгарската кралица Елизабет се опитва да наложи Сигизмунд като владетел поне на северната територия. Полските магнати обаче отхвърлят решението, заплашвайки с война.
По това време в Унгария избухват въстания срещу управлението на кралицата, водени от хърватските магнати. През пролетта на 1385 година палатин Никола I Горянски убеждава младата кралица Мария да прекрати годежа си със Сигизмунд, който като германец е мразен както от хървати, така и от унгарци.
За да не загуби реалната регентска власт, регентката започва преговори с краля на Франция Шарл V Мъдри, предлагайки ръката на Мария на неговия син Луи Орлеански. Ситуацията е усложнена от обстоятелството, че преди това следва да се развали годежа със Сигизмунд Люксембургски, за което е необходимо папско разрешение, а Унгария и Франция признават различни папи в условията на продължаващата Папска схизма. Признаваният от Франция за папа Климент VII дава разрешение за разваляне на годежа. След това през април 1385 г. става условна сватба между Мария и Луи Орлеански, в отсъствие на жениха. Сигизмунд и унгарските дворяни не признават този брак.
Затова Сигизмунд продава много свои имоти и още в началото на август младият маркграф начело на армия проникна в Унгария и завладя Нитра и Пожун. Изправена пред нарастваща бунтовническа партия на югозапад, кралица Мария се завръща при Сигизмунд и става негова съпруга през септември.
Четири месеца по-късно Сигизмунд нахлува в Унгария с войски и въпреки противодействието на кралица Елизабета Котроманич сам се жени за Мария Унгарска и става крал-консорт на Унгария.

### Крал на Унгария
Кралската власт на управляващото семейство веднага е оспорена от Карл III Анжуйски от Анжу-Сицилиански дом, крал на Неапол, който е убеден от някои унгарски барони да предяви претенции за унгарския престол и да отстрани братовчедка си Мария Унгарска от него.
Затова като унгарски крал Жигмонд е принуден да събере парични средства за очертаващия се конфликт. Той се отказва от титлата на курфюрст на Бранденбург в полза на братовчед си Йобст Моравски, като de facto ипотекира маркграфството срещу крупната сума получена от Йобст
Карл III обосновава действията си с факта, че оглавява Анжуйския дом, който по това време управлява и Унгария. С помощта на унгарските барони от южните части на кралството Карл III успява да детронира Мария Анжуйска от унгарския престол и сам се възкачва на него като крал Карой II. Властта му в Унгария обаче не продължава дълго, тъй като вдовицата на покойния крал Лайош I и майка на детронираната Мария – Елизабета Котроманич, организира заговор за убийството на Карл. На 7 февруари 1386 г. Карл е примамен и нападнат в нейния дом, където е ранен тежко. След това той е отведен във Вишеград, където умира от раните си на 24 февруари 1386 г.
Така кралицата-майка Елизабета Котроманич си връща регенството на кралството, босненския бан Твърдко Котроманич не признава крал-консорта, а хърватите в Южна Унгария направо приемат за свой крал Ласло Неаполитански. Срещу тях Сигизмунд има своите планове и подкрепата на някои нобили като тези от фамилиите Горянски и Стиборич.
Елизабета Котроманич е отвлечена и удушена, а Мария е хвърлена в затвор като отговор за убийството на Карл; за което хвърлят вината върху братовчед ѝ Твърдко Котроманич.
В трудната ситуация на Сигизмунд помага князът на Крък Иван V Франкопан, който му казва, че ще спаси кралица Мария, ако кралят му изпрати сухопътна армия и набави помощни кораби. Сигизмунд с неохота приема поканата, затова на 9 април той моли венецианците да изпратят своите галери на брега на Далмация, за да се предотврати прехвърлянето на кралица Мария в Неапол. Венецианците оборудват 24 галери, в случай на конфликт с Неаполския флот, и призовават далматинските градове да бъдат лоялни към унгарската корона. На 30 април 1387 г. град Сплит реагира, на 2 май Трогир, а на 3 май Шибеник. В средата на месеца, в съюз с Куряковичите, Иван Франкопан внезапно напада Почител, в която са намерени някои пленени унгарски благородници. Иван Палижна дълго време защитава Почител, но поради липса на храна в крайна сметка трябва да се оттегли в Новиград, който скоро обсажда и Франкопан с помощта на венецианския флот. Пализна е много бързо принуден да преговаря, но той не иска да преговаря с Франкопан, а с венецианския херцог Джовани Барбадико. Тъй като Барбадиан му гарантира лична свобода, ако екстрадира живата кралица, Пализна предава града на венецианците и отива в своя град Врана на 4 юни.
Освободената кралица Мария отпътува от Новиград за близкия Нин, където делегация от град Задар ѝ отдава почит на 8 юни. Тя напуска Нин на 15 юни заминава за Сен, където остана 2 седмици. Там на 19 юни тя приема венециански пратеници, които я поздравяват за освобождаването ѝ от името на Републиката. На 30 юни Мария благодари на Републиката за оказаната помощ и препоръча своя рицар Барбадиан на дожа. Кралицата накрая потегля от Сен на 1 юли с голямо обкръжение към Загреб, където е тържествено посрещната на 4 юли от крал Сигизмунд. Сигизмунд прекарва месец с Мария в Загреб, живеейки в дворец, построен през 1335 г. от Карл Роберт.
Сигизмунд е коронясан като самостоятелен крал на Унгария и Хърватия през 1387 г, през същата година Никола II Горянски успява да подчини фамилията Хърватиничи.

### Турска опасност
Поради опасността от османските турци, през първата половина на 1389 г. княз Лазар Хребелянович, желаейки да избегне конфликт с Унгария, се предлага като васал на Сигизмунд чрез Никола Горянски-младши. Сигизмунд приема предложението, но не е подписано споразумение, тъй като преди края на преговорите, тежкото поражение на християните в Косовската битка на 15 юни 1389 г. е факт.
Въпреки че се съгласява с предложението на сърбите и има гарант на споразумението като Вук Бранкович, Сигизмунд е първият, който се възползва от сръбското поражение. Той иска да накаже княжеството за помощта на Лазар към хърватските бунтовници и да го покори, сега обезглавено, на своята воля. През есента на 1389 г. Сигизмунд, ръководейки лично хората си, напада вдовицата на Лазар Милица, която управлява като регент на непълнолетния си син Стефан. Унгарската армия прониква в долината река Гружа, където печели крепостите Борач и Честин. В една харта от 31 март 1390 г. кралят дори се хвали, че е спечелил тези градове. За това, че ситуацията е опасна за Сърбия, свидетелства фактът, че принцеса Милица иска убежище в Дубровник. Тази кампания няма ефекта, който Сигизмунд очаква. Считайки турската опасност за по-малко непосредствена, в края на 1389 г. принцеса Милица приема тяхната върховна власт. Според споразумението турците помагат на сърбите да изтласкат унгарската армия чак до река Сава и да ги принудят да се защитават там.
През 1391 г. крал Твърдко I Котроманич умира при неизяснени обстоятелства. Въпреки тези успехи на сигизмундовата партия броженията в Славония и Босна продължават до пролетта на 1397 г.
В следващите повече от десет години Сигизмунд консолидира властта си, като раздава фиефи само на барони от унгарски произход, като така печели подкрепата им и получава васалната им клетва.

#### Никополски кръстоносен поход
Избухналата война се оказва полезна за Сигизмунд, защото отоманската експанзия кара папа Бонифаций IX да обяви кръстоносен поход срещу турците и това бързо обединява унгарските велможи около младия унгарски крал. Походът става популярен в цяла Европа и при Сигизмунд пристигат войските на десетки принцове, като тези на Жан Безстрашни, Мирча Стари и Жан Бусико.
През 1396 г. унгарският крал потегля по течението на Дунав начело на 90 000 кръстоносци, в чийто състав има и български контингент. След предаването на Видин, войските на Сигизмунд ограбват Оряхово и се придвижват към Никопол. Султан Баязид I, който по това време готви обсада на Константинопол, реагира бързо. Той вдига обсадата на Константинопол и с 20 000 души се отправя в бърз ход към Никопол. По пътя към него се присъединява неговият васал, сръбският княз Стефан Лазаревич с 5000 тежко въоръжени конници.
Тежко въоръжените французи нападат турския авангард. Французите притискат турците към задните хълмове, но там, вече уморени заради това, че се движат пеш, откриват основните турски сили. В последвалия бой французите претърпяват поражение. Жан Безстрашни, Енгеранд VII де Куси и Жан льо Менгр, маршал на Франция, са пленени. Битката обаче не е загубена все още. Крал Сигизмунд Люксембургски се втурва на помощ на рицарите и среща Баязид на хълма, където битката е равностойна, докато не пристигат сърбите. В късния следобед Стефан Лазаревич води атаката на бронираните сръбски конници срещу войските на Сигизмунд, които се огъват. Сигизмунд е убеден от спътниците си да се оттегли. Войници под командването на граф Херман II от Цили му помагат да достигне венециански кораб. Крал Сигизмунд фон Люксембург, както се твърди, казва за французите: „Ако само ме бяха послушали... Имахме предостатъчно мъже да се бием с враговете си“. В битката при Никопол е напълно унищожава армията на кръстоносците. Сигизмунд успява да избяга с венецианско кораб по река Дунав.
След поражението при Никопол положението на балканските страни става още по-несигурно и безнадеждно. Възползвайки се от победата, Баязид превзема Видинска България и пленява нейния цар Срацимир. Той преминава в Унгария, докато неговата конница от Сърбия нахлува през Сава, ограбвайки и изгаряйки Земун и Сремска Митровица. Тъй като няма местна съпротива, турската конница продължава между Сава и Драва, а след това отстъпва с голяма плячка. Това унгарско поражение води и до падането на Вук Бранкович, който вероятно е влязъл в някакви връзки със Сигизмунд. Новината за християнското поражение бързо се разпространи из цяла Европа и предизвика голям страх.
По пътя си към дома Сигизмунд заобикаля през Черно, Мраморно, Егейско, Средиземно и Адриатическо море, по пътя посещава Константинопол, Родос и Зета., но се страхува да прекоси Влашко, защото дори малкото кръстоносци, които бягат на левия бряг на Дунав, са ограбени и измъчвани. 
Едва на 21 декември 1396 г. Сигизмунд пристига в Рагуза, придружен от бан Никола II Горянски, архиепископ Янош Каниски и граф Херман фон Цили. Оттам той изпраща пратеници до Джаково, Будим, Рудник и Ново Бърдо, за да получи новини за общата си позиция, която не е никак благоприятна за него. Жителите на Рагуза, иначе верни поданици на Сигизмунд, го приемат топло и дори му дават 2000 дуката за пътуването. Унгарският крал пътува от Дубровник до Сплит, след това до Книн, където остава малко по-дълго, за да уреди някои държавни дела. В Задар той разследва вината на своите противници.
Първият организиран опит на Кръстоносна Европа да спре османската експанзия среща пълен неуспех.

### Хърватски крал
Когато информацията за поражението в битката достига Хърватия, там, без да дочакат по-подробни сведения, обявяват Сигизмунд за мъртъв, а Ладислав за законен крал.
После когато става ясно, че Сигизмунд е жив, хърватският парламент и краля си обменят помирителни послания и постигат договореност за среща относно решение на всички проблеми. Тогава унгарският крал подмамва хърватския бан Стефан Лацфи и неговите сподвижници в Крижевци и против правилата на мирните преговори унгарците избиват невъоръжените си опоненти. Опозицията също е поканена в парламента и Лацфи получи писмена гаранция (лат. Salvum conductum) от краля, че нищо няма да му се случи. Вярвайки в думите му, Лацфи наистина идва на съвета на 27 февруари 1397 г. без охрана. Скоро между присъстващите започва конфликт, който прерасва в истинска битка, в която Лацфи и няколко негови съмишленици загубват живота си. Останалите поддръжници на крал Ладислав бягат при своите роти, които са наблизо, и започват да подготвят нападение над града.Привържениците на Сигизмунд обаче, водени от Херман фон Цили, хвърлят тялото на Лакфи от най-високата кула в окопа на града, докато телата на други убити бунтовници са изхвърлени на улицата. Когато бунтовническата армия вижда, че човекът, който иска да спасява, е мъртъв, се оттегля.
Клането е известно като Кървавия хърватски събор и е последвано от избиването на други 170 босненски първенци, подкрепящи Ласло Неаполитански. За окончателно преодоляване на заплахата от Ласло Сигизмунд влиза в съглашение с италианските градове и по-специално с Венеция.

#### Борби за власт. Брак с Брабара фон Цили
През 1401 г. една фракция на унгарските благородници все още недоволна и разочарована от поражението при Никопол, се надига отново срещу Сигизмунд, като го арестува и отвежда в замъка Шиклош. Там се формира Лигата на Шиклош, където с военната и финансова мощ на Никола II Горянски и Херман II фон Цили кралят е освободен. Осигурявайки му короната тези двама благородници получат голяма власт от монарха. Те също успяват да се сродят с крал Сигизмунд. Така през 1405 г. той се жени за дъщерята на Херман Барбара фон Цили като по този начин става баджанак на новия палатин Никола II Горянски,, тъй кото е женен за дъщерята на Херман Ана фон Цили. С тяхна помощ Сигизмунд подчинява Босна.
На 6 март 1402 г. Сигизмунд, придружен от Херман фон Цили, арестува непопулярния си брат крал Вацлав IV в пражкия Храдчани, а на 2 юни затворникът е преместен в замъка Шаунберг близо до Ефердинг.
През 18 август 1402 г. Сигизмунд Люксембургски сключва договор с Албрехт IV, насочен против Вацлав IV и Йобст Моравски. Изпитващият постоянна нужда от военна и финансова помощ, Сигизмунд обещава на своя шурей Албрехт IV да му предаде Бранденбург, а така и правото на наследяване след неговата смърт на кралските престоли на Бохемия и Унгария. Вацлав е предаден на Албрехт IV, който го държи във Виена под арест от есента на 1402 г. до есента на 1403 г., после му се отдава да избяга и да се върне в Прага през ноември 1403 г. Сигизмунд иска от брат си Вацлав още след детронирането му като германски крал от крал Рупрехт Пфалц да се откаже от правата си в негова полза срещу свобода в замяна.
На 5 август 1403 г. той се сдобива с подкрепата на папа Бонифаций IX.
През 1404 г., при военен поход против Бохемия, австрийските войски обсаждат Зноймо, който се владее от противника на Сигизмунд Йобст Моравски, но във войската избухва епидемия от дизентерия, от която Албрехт IV умира.

### Борба с Ладислав
През 1403 г. се формира нова фракция, поддържаща Ладислав I Неаполски в кралството, опитвайки се да замени Сигизмунд. На 5 август 1403 г. Ладислав е коронясан в Загреб като крал на Хърватия и Унгария от унгарски архиепископ с хърватски произход.
Ладислав е член на дом Анжу, син на Карл III Анжуйски,крал на Унгария е убит през 1386 г. и е племенник на крал Лайош I Велики. Ладислав е незаконно коронясан в южните унгарски територии за крал и херцог на Славония. След като се споразумява с Венеция, на която отстъпва остров Корфу, Ладислав си осигурява свободен пасаж през Адриатика и флотилията му превзема хърватския град Задар и някои близки територии. Това обаче се оказва единственият му успех в борбата за унгарската корона, след който Ладислав се оттегля обратно в Неапол и не предприема други по-значими действия, за да разшири унгарските си владения. Ладислав оставя своя босненски васал Хервоя начело на Далмация – единствената провинция, в която Сигизмунд не успява да възстанови властта си.
Тази война, която силно подкопава властта на хърватската аристокрация и парламента, завършва през 1409 г., когато Владислав продава Далмация за 100 000 дуката на Венецианската република.
Сигизмунд продължава да бъде на власт през следващите четиридесет години без никакви пречки за наследяване. През 1408 г. унгарците си връщат повечето далматински градове като побеждават Хервоя, но Зара и няколко замъка с техните околности остават за Ладислав, които продава по-късно на Венеция.
След последвалото поражение на Сръбското деспотство на Косово поле Сигизмунд се самообявява в документите за крал и закрилник на сръбските християни.

### Вътрешна политика
По молба на краля, на 6 октомври 1395 година папа Бонифаций IX издава първа харта за Университет в Буда. Папата дава разрешение за създаване на университет с пълни права за четири факултета. Негов ръководител е Лукач Шреви (провист на Буда, тогава епископ). Новият университет има факултети по богословие, канонично право, медицина и свободни изкуства. Новата институция е тясно свързана с Виенския университет, нейната магистърска програма по изкуства се преподава от виенски преподаватели, но се знае и за бакалавър от Буда, който изнася лекции във Виенския университет.
За да затвърди позицията си, Сигизмунд се опитва да постави Унгарската църква в услуга на кралската власт, главно като финансов източник. През 1404 г. той издава указ, свързващ изпълнението на папски були с кралско одобрение (placetum regium).
Подобряването на икономическото развитие през 14 век довежда до увеличение на броя и населението на градовете, особено в свободните кралски градове. По това време има малко свободни кралски градове, като Буда, Братислава, Кошице, от друга страна, градското население е значително в Унгария. През 1407 година хората от градовете се ангажират да подкрепят Сигизмунд, те изиграват основна роля в политическата стабилизация, тъй като никой град не иска да стане собственост на аристократ или да загуби привилегиите си. Владетелят увеличава броя на градовете, защитени от стени, благоприятства търговията между градовете и нарежда уеднаквяването на системата от теглилки и мерки. Сред мерките стават водещи тези, които са обичайни за Буда (член I от 1405 г .: „мерките на течностите и теглилките за твърдите тела да се прилагат в съответствие с мерките на град Буда за цялата страна“ ). Икономическите закони са форма на ранен меркантилизъм, упражняван чрез събиране на защитни мита от чуждестранни търговци и те могат да продават стоките си само на по-големи партиди, докато местните търговци търгуват свободно. Забраната за износ на благородни метали и всяка необработена руда, както и вносът на сол, служат за увеличаване на кралските доходи.
През 1405 г. кралят издава градски укази. Тези закони укрепват позициите на градовете и техните граждани; наред с други привилегии те утвърждават правото на градовете да съдят независимо своите жители и да определят на своите съдии право на възнаграждание. Въвеждането на указите от 1405 г. издига селата до статута на пазарни градове, пазарните градове до градски ранг и нарежда изграждането на защитни стени.
През 1402 г. в Буда се разгръща социално движение, насочено към демократизиране на градската администрация. Ръководителите на университета също се включват във въстанието в столицата и през 1403 г. вероятно Сигизмунд затваря университета, който той възстановява седем години по-късно. Антипапа Йоан XXIII през 1410 г. подписва своя була на 1 август за възстановяването на Университета в Буда. Четирите класически университетски факултета получават всички привилегии, на които се радват големите европейски университети. При най-важното събитие на епохата, Констанцкия събор (между 1414 и 1418 г.) участват също представители на престижните университети. Според хрониката на съвременика на събитията Улрих Рихентал Университетът в Буда е представен от 7 професори. След 1419 г. вече няма данни за по-нататъшната съдба на Университета в Буда.
През 1437 г. избухва селското въстание на Антал Наги от Буда в Трансилвания, чиято пряка причина е решението на Дьорд Лепес, епископ на Трансилвания. Той не е събирал данък в продължение на три години, докато годините били лоши за търговията, а след това, когато дошли „добрите“ времена за пазара, заявява, че десятъкът ще се събира със задна дата. Трансилванският войвода облекчава тежестта на селяните и въстанието приключва.

#### Основаване на рицарския „Орден на Дракона“
След победата над Босна през същата 1408 г. Сигизмунд основава рицарския Орден на Дракона, който обединява велемощни източноевропейски принцове и нобили и има за цел да защитава Светия Кръст срещу друговерци като османците. 24 баронски семейства са включени за членуване в кралския орден. Членовете му получават места в кралския съвет, а също така са им раздадени имения, което намалява площта и значението на кралските имения и укрепва благородничестката териториална система. Поради близостта си до турците (Сърбия става турски васал), тя представлява защитна система от гранични фортове, построени в южната част на страната.
Членове са редица ветерани от Никополския кръстоносен поход (Стефан Лазаревич, Йоан Мароти, Стибор Стиборич, Филипо Сколари), а по-късно и други политически съюзници на Сигизмунд като Никола Горянски, Херман фон Цили, Винцент фон Вартенберг, Янош Хуняди, Фружин, Влад II Дракул, Йогайла-Владислав, Хенри Английски. Позицията му като предводител на Ордена на защитниците на Кръста допринася за авторитета на Сигизмунд като владетел.

### Римско-германски крал
През 1410 г., след смъртта на крал Рупрехт, тронът на римско-германски крал се оказва вакантен. Сигизмунд се нуждае от поддръжка в борбата за трона. В това време Йобст Моравски управлява Курфюрство Бранденбург и така е един от курфюрстите, имащи право на глас при изборите за римско-германски крал. Само че самият Сигизмунд претендира за това право и назначава Фридрих Брандербургски за свой представител от Курфюрство Бранденбург на изборите за римско-германски крал на 20 септември 1410 г.
Изборът на нов крал се усложнява от факта, че крал Вацлав IV Люксембург живее в Бохемия и църковният разкол продължава в Европа.
И ако думите на курфюрста на Кьолн, който заявява, че изборът на римския крал не е необходим, тъй като Вацлав продължава да бъде римски крал, лесно се игнорират, то разколът създава много проблеми. Йохан II фон Насау, архиепископ на Майнц и Фридрих III, архиепископ на Кьолн, които подкрепят папа Александър V от Пиза, привличат на своя страна Адолф, херцог на Берг, Стефан III Баварски и Фридрих, маркграф на Майсен и ландграф на Тюрингия.
Архиепископ Вернер фон Фалкенщайн от Трир, който подкрепя папа Григорий XII, има по-малко привърженици. Сред тях обаче са синът на починалия крал Рупрехт – курфюрст Лудвиг III Пфалц и неговият братовчед Фридрих, бургграф на Нюрнберг. Фридрих Хохенцолерн изплаща дълговете на Сигизмунд и убеждава Вернер фон Фалкенщайн от Трир и Лудвиг Пфалц да преминат на страната на Сигизмунд .
На 1 септември 1410 г. във Франкфурт се състоя среща на избирателите. Бургграф Фридрих, пристига с голяма свита като „представител на избирателя на Бранденбург“ и планира да влезе в града заедно с 200 конници (което според „Златната була“ е разрешено само на избирателите). Но той е приет в града само като „посланик на краля на Унгария“.
На 20 септември 1410 г. Вернер фон Фалкенщайн от Трир и Лудвиг Пфалц като избиратели, Фридрих Нюрнбергски като представител се появяват пред градската катедрала. Избирателите на Саксония, Майнц и Кьолн отказват да започнат избори до пристигането на „избирателя на Бранденбург“ Йобст. Затова на 20 септември Йохан II фон Насау, курфюрст на Майнц, като архиепископ, забранява откриването на заседаниито в църквата. Тогава Фридрих, заедно със своите съюзници, отиват до гробището в съседство с катедралата и там провъзгласяват избора на Сигизмунд. Избирателите на Майнц и Кьолн изразяват своя протест. Те привличат Вацлав на своя страна, който признава Йобст за „курфюрст-избирател от Бранденбург“. Заедно с гласа на Рудолф III от Саксония, Йобст получава 5 гласа и е провъзгласен за германски крал на 1 октомври 1410 г. в градската катедрала .
Въпреки че Сигизмунд е избран по-рано, Йобст Моравски е подкрепен от повечето избиратели. Така в империята се появяват двама римски крале. Нито единият, нито другият обаче проявяват активност до януари 1411 г. През цялото това време интересите на Сигизмунд в Германия са представени от Фридрих и Йохан от Нюрнберг и Еберхард от Вюртемберг. На 11 януари 1411 г. Сигизмунд обявява съгласието си да заеме престола. В отговор Йобст започва да събира войски, но умира при подозрителни обстоятелства на 18 януари 1411 г. Това дава възможност на Сигизмунд да си върне контрола над Бранденбург и да премахне пречките за овладяване на трона по-късно същата година. Затова Сигизмунд изпраща Фридрих при Вацлав. Братята се съгласяват, че Сигизмунд ще бъде римски крал, а Вацлав император. Решават, че заедно ще се борят срещу църковния разкол. Вацлав спечелва на страната на Сигизмунд Рудолф от Саксония, а Фридрих Хоенцолерн, избирателите на Кьолн и Майнц. Така въпреки протестите на избирателите на Трир и Пфалц, които настояват за първите избори, Сигизмунд след юли 1411 г. е провъзгласен за римски крал за втори път, но вече в катедралата .

### Война с Република Венеция 1411 – 1413
Войната между Република Венеция и Кралство Унгария избухва през 1411 г., като целта на Венеция е контролиране на алпийските проходи, докато Сигизмунд иска излаз на Адриатическо море.
Флорентинският изгнаник Филипо Сколари, на служба на Сигизмунд начело на 16 000 унгарци и бохемци, нахлува във Фриули, превземайки Монфалконе, Марано, Портогруаро, Серавале, Белуно, Фелтре, Тревизано, Веронезе и Падуа (където се надява за антивенецианското въстание).
Сколари, заедно със Сигизмунд и начело на 6000 рицари, влизат в Удине на 28 септември 1411 г., след като градът напразно иска защита от Ернст Железни Хабсбург, херцог на Австрия; Удине е принуден да плати висока цена, за да избегне грабежите; на 30 септември пада и Чивидале дел Фриули.
Карло I Малатеста, на заплата от Венеция, с 8000 рицари и 6000 пехотинци-войници също ограбва териториите на Хайнрих VI, граф на Гориция (май-юни 1412 г.).
Преминавайки в офанзива, венецианците обсаждат Удине (15 октомври 1412 г), успявайки да победят Филипо Сколари. Сигизмунд, който междувременно става крал на Германия, е приет в града 13 декември 1412 г. Далмация наема Пандолфо III Малатеста, господар на Фано, Бреша и Бергамо, но никоя страна не постигна решаващ успех.
Страните подписват петгодишно примирие в Кастелето дел Фриули (17 април 1413 г). Мотив за решението е напредването на Османската империя на Балканите и враждебността на Венеция, която пречи на Сигизмунд да отиде в Рим и да получи императорската корона. Всяка от двете воюващи страни запазва окупираните дотогава територии.

### Среща на кралете в Буда 1412 г.
През май 1412 г. в Буда, Унгария се провежда голям рицарски турнир и среща между унгарския крал Сигизмунд, полския крал Владислав II Ягело и босненския крал Твърдко II Котроманич. Присъстват 2000 рицари от цяла Европа, много принцове с аристократи. Трима крале и трима други монарси, Сръбския деспот, 13 херцози, 21 графове, 2000 рицари, 1 кардинал, 1 легат, 3 архиепископи, 11 други епископи, 86 свирачи и тръбачи, 17 пратеници и 40 000 коня. Сред участниците са хора от 17 държави и езици. Освен домакина Сигизмунд и главния му гост Владислав II, се споменава братовчеда на Владислав Витолд, великия княз на Литва, краля на Босна, обикновено идентифициран като Твърдко II. Някои учени твърдят, че не Твърдко II, а Стефан Остоя е посетил Буда по това време. Освен него от Босна идват бан Хървое Вукчич Хърватинич, Сандал Хранич Косача и Павле Радинович, а от Сърбия е и деспот Стефан Лазаревич, който довежда 2000 конници. От Австрия херцозите Ернест (Железни) и Алберт II, по-късно наследник на Сигизмунд, също участват в срещата в Буда. Също и Хайнрих фон Плауен – великият магистър на Тевтонските рицари, Стибор Стиборич, Никола II Горянски, граф Херман II фон Цили и неговият син Фридрих II, графът на Крбава Карло Курякович, Йоан Мароти-бан на Мачва. Длугош съобщава за пристигането в Буда на пратениците на Джалал ал-Дин, хан на Златната орда и син на Тохтамиш, който искал да се срещне с Владислав II от Полша. Джалал ал-Дин бил съюзник на полските и литовските владетели в техните борби срещу Тевтонския орден и според някои реконструкции на събитията Сигизмунд също е искал да разчита на татарите срещу османската заплаха. Друг източник от Любек също споменава срещата в Буда през 1412 г. Любецката хроника на Детмар също дава подробно описание на участниците. Кралската среща е придружена от тържества и различни забавления. На турнира рицар от Силезия на име Немше и неговия паж от Австрия спечелват надпреварата. Полският летописец Ян Длугош пише в своите „Annales seu cronici incliti regni Poloniae“, че на турнира е имало и рицари от България, вероятно от свитата на княз Фружин, васал на император Сигизмунд.

### Защитник на християнството. Западна схизма
Безпрекословен владетел и амбициозен монарх, Сигизмунд поставя като едно от целите на живота си ликвидирането на Папската схизма, овластила трима папи по едно и също време. След Спора за Правомощията разколът в папската институция разбива устоите на схоластично-секуларната система на управление в кралствата на Средновековна Европа. Според системата, установена от Карл Велики, силният крал има нужда от силна църковна институция, която да легитимира земната му власт.
Авторитетът на Свещената Римска империя и нейния властелин през Средновековието е съществен. Носителят на короната на Карл Велики се смята за носител на Божията благословия, за защитник на християнската вяра и Древния Рим. Въпреки позора при Каноса при инвеститурните разногласия авторитетът на изборния римско-германски император не е загубен и през 1414 г. точно от бъдещия император Сигизмунд европейските монарси очакват да прекрати папския разкол и да спре клатенето на троновете им. Сигизмунд вече е показал готовността си за преодоляването на папския разкол с акта си Placetum Regium от 1404 г. Според смисъла му никоя папска була не може да влезе в сила в Унгария без съгласието на краля.
Нестабилната власт на брат му Вацлав IV в Бохемия го кара да гледа и към бохемската корона. Tова би го направило достатъчно сериозен и очевиден кандидат и за имперската корона. Възможност му предоставя единият от тримата антипапи Йоан XXIII, който обикаля европейските владетелски дворове, за да обсъжда низвергването на своите първосвещени противници на общохристиянски събор.

#### Пътуване на крал Сигизмунд до Арагон през 1415 г.
Посещението е събитието, по време на което крал Фернандо I Арагонски, подкрепящ папата от Авиньон срещу (законния) папа на Рим, е лично посетен от крал Сигизмунд през 1415 г. в Арагон, който се опитва да сложи край на голямата западна схизма.
Първата среща се става сутринта на 21 септември, събота през 1415 г. между Сигизмунд и Бенедикт XIII, а следобед се срещат двамата владетели Фернандо I Арагонски, владетелят на Арагон, регент на Кастилия, и Сигизмунд пред леглото на арагонския крал.: Описано от съвременна хроника така: „Той посети цар Фердинанд същия следобед, след като предварително съобщи за посещението си при краля. Поради болестта на Фернандо той поздрави Сигизмунд, докато лежи в леглото, за когото е поставен богато украсен стол с копринено бижу от дясната страна на леглото. Когато Сигизмунд влиза, той поздрави и прегърна краля в леглото с троен поздрав, изрази съжалението си за болестта на краля и след това сяда и се представя на него и Бенедикт. Фернандо също изрази радостта си да види Сигизмунд, дошъл тук толкова от далечна земя, след толкова големи опасности и изрази надеждата си, че идването на Сигизмунд ще даде благотворен резултат за обединяването на църквата. Двамата владетели остават дълго време заедно, консумирайки лека закуска и след това Сигизмунд се сбогува с Фернандо, посещавайки кралицата, дъщеря му и съпругата на принц Алфонсо. При влизането кралските дами отидоха до вратата. Сигизмунд ги поздрави с голямо благоговение и протегна ръка към кралицата, като я доведе до мястото си. Заемайки мястото си, разговорът започна. Сигизмунд говори на латински, принц Алфонсо влезе в ролята на преводач. В края на разговора Сигизмунд се сбогува с дамите и се върна в покоите си, придружен от Алфонсо.“
На следващия ден, 22 септември в неделя, Фернандо I Арагонски се срещна със Сигизмунд и Бенедикт, граф Арманяк, палатин Никола Гарай и други църковни и светски величия. Антуражът е оттеглен и Бенедикт, Фердинанд и Сигизмунд обмисляха и разговаряха сами. Обсъждането продължи почти три часа. Сигизмунд заяви, че вече четири години работи за възстановяване на мира в Църквата и е дошъл тук с желанието да го осъществи.“

#### Констанцки събор
Сигизмунд организира Констанцкия събор, проведен през периода 16 ноември 1414 – 22 април 1418 г., на който в течение на 4 години са дискутирани проблеми като папската схизма, борбата за инвеститурата, османската заплаха, реформирането на църквата. Раздадени са нови феодални титли, а стари са потвърдени. Съборът е подходящ момент за Сигизмунд да заяви и да започне да реализира домогванията си до бащината си корона на император на Свещената Римска империя. За тази цел му трябва подкрепата на папата и сериозна заслуга към Римокатолицизма. Двете цели са постижими за Сигизмунд – той протежира избора на нов папа Мартин V и се легитимира като противник на опасните си съседи – бохемските реформатори на католическата доктрина. Техният водач Ян Хус е призован да защити каузите си на Констанцкия събор, осъден като еретик и изгорен на клада.
Именно на този събор един кардинал се осмелява да поправи латинския на Сигизмунд (когато той използва думата схизма в женски род). На това Сигизмунд отговоря на латински: „Ego sum rex Romanus et super grammaticam" ("Аз съм крал на римляните и съм над граматиката). Този отговор подтиква историка Томас Карлайл да го нарече „супер граматик“.
Под натиска на Сигизмунд, съборът решава, че само събор може да назначава и низвергва папа, че нито един от тримата действащи папи не може да продължи да изпълнява тази роля и те трябва да абдикират от постовете и че новият папа ще бъде фаворитът на Сигизмунд кардинал Одоне Колона под името Мартин V.
Политическият успех на Сигизмунд Люксембургски е безспорен. Не е категорична ролята му при съда и екзекуцията на Ян Хус, защото Сигизмунд отсъства при произнасянето и изпълнението на присъдата от кардинал Колона. Факт е обаче, че чешките реформатори въстават именно срещу Сигизмунд като убиец на Хус, а унгарският крал максимално се възползва от мъченичеството и хусизма, като през следващото десетилетие на Хуситски войни се легитимира като основен защитник на християнството срещу еретиците.

### Бохемска корона и хуситски войни
Година по-късно със смъртта на брат му Вацлав Бохемски унгарският крал предявява претенции към короната на Свети Вацлав и скоро (1420 г.) Мартин V обявява кръстоносен поход срещу Бохемия, оглавен от Сигизмунд. Това осигурява на Сигизмунд трайна Римска подкрепа, кръстоносно геройство, за да получи бохемския трон, а в крайна сметка и императорската корона.
Последват пет кръстоносни кампании на папата и Сигизмунд, които обаче се разбиват в религиозния плам и дисциплинирания военен гений на Ян Жижка.
През 1423 г. Сигизмунд дарява на своя зет Албрехт в апанаж Маркграфство Моравия, находящо се на първата линия на борбата с хуситите. Албрехт продължава да подкрепя тъста си в борбата му срещу тях, което обстоятелство вкарва австрийското херцогство все по-дълбоко в спора. През 1424 г. Албрехт завладява Моравия, след което врагът под ръководството на Жижка го спира при Прибислав. Жижка умира, докато текат мирните преговори, а таборитските армии, които са се отделили, нахлуват в Австрия под водачеството на Прокоп Велики.
На 25 юли 1425 година крал Сигизмунд и Албрехт сключват съюз за взаимна подкрепа с маркграф Фридрих фон Мейсен, който получава електорско място като курфюрст на Саксония. Междувременно бохемите нахлуват в Моравия под ръководството на новия си водач Прокоп Велики и завладяват Требич, а на 12 ноември разрушават манастира в Клостербрук край Зноймо. Особено районите на север от Дунав са засегнати от мародерски бойни части между ноември 1425 и 1431/1432 г. През март 1427 г. противниците опустошават града и манастира Цветл, а през следващата година обсаждат Бърно, който успява да се защити успешно.
Стига се до разпространение на хуситското въстание и дори кралските владения в Унгария са нападнати при Нагишомбат, Северна Унгария през 1430 г.
Докато кралските войски на Сигизмунд са победени от хуситите в битката при Таус през 1431 година, войските на Албрехт успяват да отблъснат вражеската армия край Вайдхофен ан дер Тая през октомври същата година.
През 1432 г. пред Зноймо, австрийските войски успяват да разбият бохемските опълчения.
Срещу хуситите Сигизмунд е принуден да използва самите хусити – с края на кръстоносните походи изчезва и общият враг, а с това започва и дробенето на реформаторите на умерени и радикални фракции. След сключването на Пражките компактати – съюз между умерените хусити и романистките католически лоялисти хусизмът в Бохемия е разцепен и поляризиран. Така сформираната Бохемска Пражка лига изтъква желанието си да спре разорението на чешките земи, настъпило след 15 години война. Дори и цената за това да изисква признаването на Сигизмунд Люксембургски за крал на Бохемия, напълно неприемливо за радикалите.
Сигизмунд е на път да постигне плана си, заложен още преди Констанцкия събор и пред него стоят само християнските фундаменталисти, крайно несговорчивите таборити. След неуспеха на гражданската война в Бохемия и на кръстоносните походи Сигизмунд получава бохемската корона от самите хусити при Липан през 1434 г. След като научава резултата от битката, Сигизмунд заявява, че „чехите могат да бъдат победени само от други чехи“.
Крал Сигизмунд все повече определя Албрехт II като наследник на властта на Люксембургите. След започването на мирни преговори през 1433 г. нахлуванията на хуситите утихват и моравската гранична зона се успокоява. Унищожаването на основната армия на хуситите в Битката при Липан от съюзнически войски проправя пътя за помирение през 1434 г.

### Император на Свещената Римска империя
В империята Сигизмунд се натъква на опозицията, особено на избирателите от Рейн, които са на страната на Тевтонски орден и поради това се противопоставят на доброжелателната му политика спрямо Полша-Литва.
Дипломатическият талант на Сигизмунд е особено очевиден по време на италианската му кампания, която започва през 1431 г., когато той търси и най-вече намира реализира сложна мрежа от съюзи. От една страна той иска да отслаби силата на Република Венеция чрез съюз със северноиталианските градове, от друга страна той желае да подобри напрегнатите си отношения със Светия престол и да спечели папа Евгений IV за решенията на събора в Базел. Веднага след поражението на кръстоносците в Битката при Домажлице, Сигизмунд със свита от няколкостотин унгарци тръгва на поход към Рим.
Херцогът Филипо Мария Висконти от Милано е бързо спечелен и през октомври 1431 г., кралят остава в двора му. Под негова закрила Сигизмунд получава Желязната корона за крал на Ломбардия на 25 ноември 1431 г. През декември 1431 г. Сигизмунд постига официален съюз с Амадей VIII, херцог на Савоя и Маркиза на Монферат срещу Венеция. През Пиаченца и Парма той минава през Лука и Сиена по пътя си за Рим, където войските на Република Флоренция го спират за десет месеца между юли 1432 и май 1433 г. Само намесата на неговия канцлер Каспар Шликспаси спасява Сигизмунд от дипломатическо поражение.
Със споразумението от Ферара на 7 април 1434 г. императорът и папа Евгений IV окончателно уреждат различията си. Венеция, Милано и Флоренция се присъединяват към този баланс. След като Сигизмунд признава тежестта на Апостолическия престол и се ангажира с унищожаването на бохемската ерес, е коронясан за император на Свещената Римска империя на 31 май 1433 г. в Рим.
Сигизмунд пристига в Мантуа като на 22 септември 1433 г. на тържествена церемония обявява Джанфранческо I Гондзага за маркграф срещу сумата от 12 000 флорина.
След края на седемнадесетте години жестока религиозна война срещу хуситите, императорът и съпругата му правят тържествено влизане в Прага на 23 август 1436 г. Дори по време на неговото управление има спекулации относно наследника на Сигизмунд. Самият той облагодетелства своя зет Албрехт, херцог на Австрия. Аристократите-католици и умерените утраквисти, както и някои кралски градове го подкрепят в това. Съпругата му Барбара фон Цили със своите последователи под ръководството на Хинек Птачек фон Пиркщайн обаче иска да наложи полския крал Владислав след смърттта на Сигизмунд. Болният император разбира своевременно за предателството в Прага и нареди на целия двор да напусне незабавно, за да предотврати планирания държавен преврат, като се срещне навреме с Албрехт V. В последния си час и пред лицето на смъртта императорът пожелава да бъде сложен на трона с всички регалии.

### Смърт и наследство
След управление без военни победи, но със серия политически успехи, Сигизмунд умира на 9 декември 1437 г. на 69-годишна възраст, в Зноймо, Моравия, като носител на титлите на Свещен Римски император, Крал на Германия, Италия, Унгария, Бохемия, Далмация, Хърватия, Рама, Сърбия, Галиция, Лодомерия, Кумания и България, Принц на Силезия и Люксембург, Маркграф на Бранденбург, Лузация и Моравия. Той не осигурява мъжки наследник за нито една от многобройните си титли, като смъртта на Мария Унгарска временно предизвиква династична криза. Погребан е в Орадя (Румъния) до Свети Ласло, негов модел за християнски монарх. За свой наследник Сигизмунд обявява зет си Алберт II Хабсбург.

## Бракове и деца
Сключва два брака:
1. ∞ 11 ноември 1385 г. за Мария Анжуйска (* 1371, † 17 май 1395), кралица на Унгария, дъщеря на краля на Полша и Унгария Лайош I Велики и неговата втора съпруга Елизабета Котроманич. Тя умира при преждевременно раждане.
2. ∞ 1405 г. за Барбара фон Цили (* 1390, † 11 юли 1451), дъщеря на граф Херман II фон Цили и графиня Ана, дъщеря на Хайнрих VII фон Шаунберг. Имат една дъщеря:
  - Елизабет Люксембургска (* 28 февруари 1409, † 19 декември 1442), ∞ 1421 за Алберт Хабсбург (* 1397, † 1439).

## Ръкопис
Немско-унгарският търговец Еберхард Уиндек, съвременник и сподвижник на Сигизмунд пише за него хроника. Книгата разказва за живота и действията на императора. Оцелели са три ръкописа.
Богато илюстрираният късносредновековен ръкопис „Книга за император Сигизмунд“ от ателието на Диеболд Лаубер е създаден през 1445 – 1450 г. Илюстрациите, които са 174 на брой, описват най-важните събития: интриги, битки и отравяния, включително изгарянето на Ян Хус, който умира на клада през 1415 г. без противопоставянето Сигизмунд.
Ръкописът съдържа и трите най-стари изображения на Жана д'Арк. Книгата е предложена на търг в Сотбис през 2009 г., и закупена с приблизителна стойност 1,5 милиона евро. Ръкописът включва още 306 листа.
- листове от ръкописа
- Сигизмунд с двама придворни коленичили пред Христос
- херцог Уилям Холандски и неговите рицари, пристигащи в Лондон с лодка, за да се срещнат с крал Сигизмунд
- Битка с хуситите
- Среща с Алберт II